# Charles Cary Rumsey
Charles Cary Rumsey (Búfalo, 29 de agosto de 1879 - Floral Park, 21 de septiembre de 1922) fue un escultor y jugador de polo estadounidense.

## Datos biográficos
Era el hijo de Laurence Dana Rumsey, un hombre de negocios exitoso. Su madre, Jennie Cary Rumsey, era la hermana del escultor, Seward Cary. Charles aprendió a jugar al polo siendo muy joven de su tío y un amigo, Devereux Millburn.
Charles Rumsey se graduó en la Universidad de Harvard, y pasó a estudiar arte en la Escuela del Museo de Bellas Artes (Boston) antes de ir a París, Francia, para estudiar en la École des Beaux-Arts. Trabajó principalmente en bronce y tenía afición por las figuras de equinos lo que le llevó a creas estatuas de los caballos purasangre Hamburgo (del inglés: Hamburg (horse)) y Burgomaestre (del inglés: Burgomaster) de Harry Payne Whitney, Good and Plenty (en español: buena y abundante) de Thomas Hitchcock, y del Campeón del Mundo trotter Nancy Hanks de John E. Madden. 

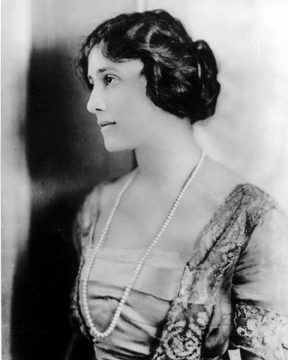
Mary Harriman, esposa de Charles Cary Rumsey.

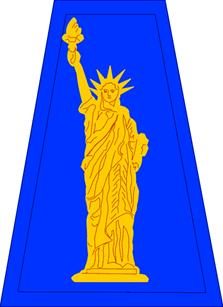
Insignia de la 77ª división con la Estatua de la Libertad de Bartholdi

Entre otras obras de Rumsey, hizo una estatua de Francisco Pizarro erigida en Trujillo, España; el Memorial de la Guerra de Brownsville en Brooklyn (ubicado en el Zion Triangle Park), la "Fuente de las Tres Gracias" en el Lago Espejo del Cementerio Bosque Prado, Búfalo (del inglés: Forest Lawn Cementery), y la controvertida figura de un desnudo mujer que se llama "La Pagana - The Pagan." 
Tal vez su obra más célebre es el friso en el puente de Manhattan en el Lower East Side Nueva York titulado la caza del búfalo -Buffalo Hunt de 1916.
Durante la primera década del siglo XX, Charles Rumsey mantuvo un estudio de arte en la calle 59 de Nueva York cuando conoció a Mary Harriman, la hija del magnate de los ferrocarriles E.H. Harriman. Ambos compartían el amor por los caballos y se conocieron en la Asociación Meadow Brook Steeplechase de carreras en Long Island. Se casaron en 1910 y fundaron un hogar en Brookville en Long Island, Nueva York donde criaron a tres hijos. 
Durante la Primera Guerra Mundial, Charles Rumsey sirvió como capitán de tropa del Cuartel General, en la 77.ª División de Infantería y la 40.ª división de Ingenieros, del Cuerpo de Ingenieros del Ejército de los Estados Unidos. Su hermano, Laurence Dana Rumsey, Jr. (1885-1967), fue piloto en la guerra con la famosa Escuadrilla Lafayette (del inglés: LE) y en el Cuerpo de Vuelo Lafayette (del inglés: LFC).
El 21 de septiembre de 1922, Charles Rumsey era pasajero en un automóvil que se estrelló contra un pilar del puente de piedra en la autopista de peaje de Jericó, (del inglés: Route 25) cerca de Floral Park, en Long Island. Fue lanzado fuera del vehículo y murió minutos más tarde a causa de sus heridas.

## Obras
Entre las mejores y más conocidas obras de Charles Cary Rumsey se incluyen las siguientes:
- estatua de Francisco Pizarro erigida en tres ciudades:

- Trujillo, España - donde nació Pizarro. 39°27′39″N 5°52′53″O / 39.46083, -5.88139;

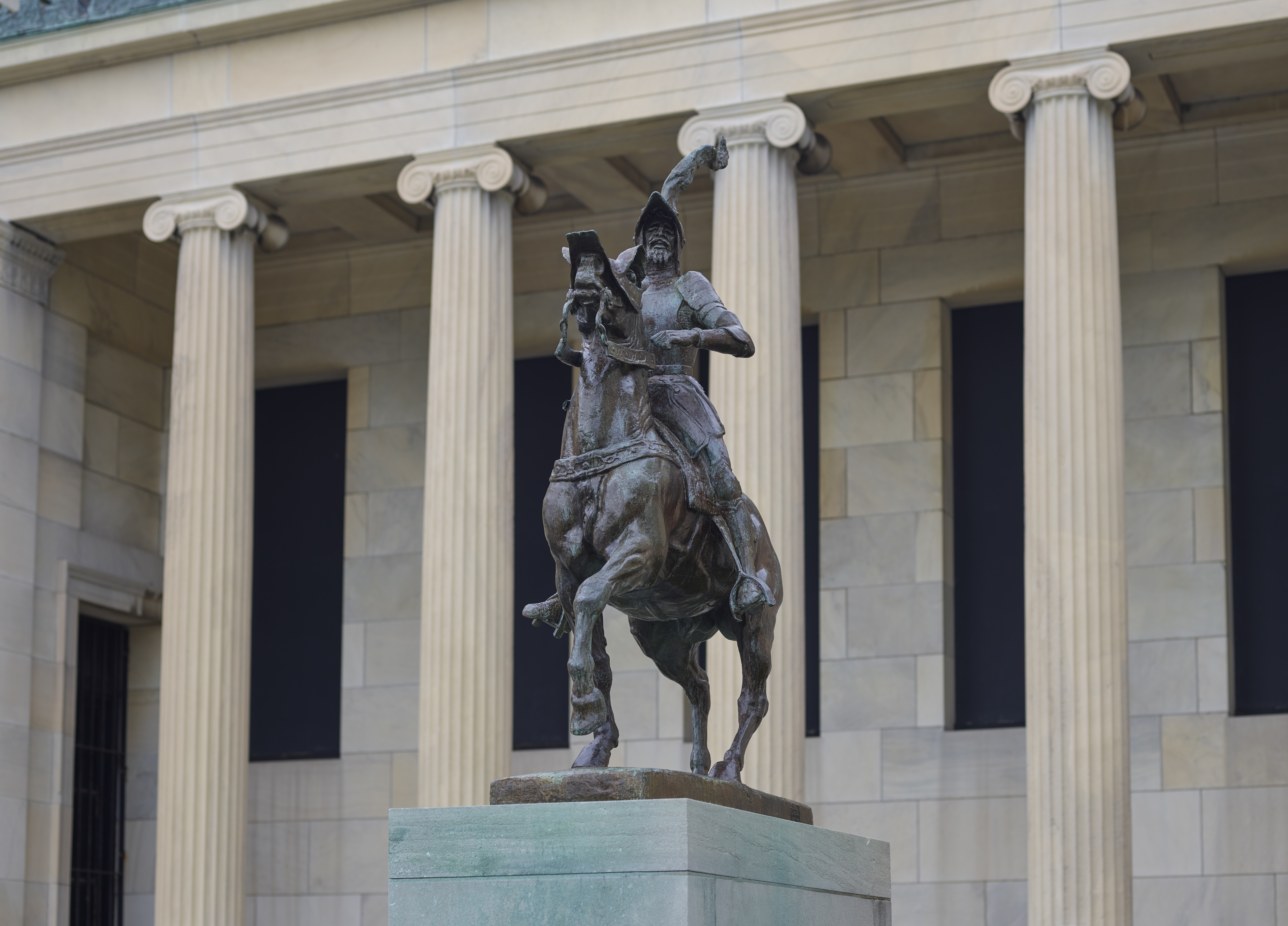
Lima, Perú - donde murió Pizarro; en el Pasaje Santa Rosa. 12°2′43″S 77°1′54″O / -12.04528, -77.03167
- y Búfalo - donde nació Charles Cary Rumsey. 42°55′55″N 78°52′33″O / 42.93194, -78.87583
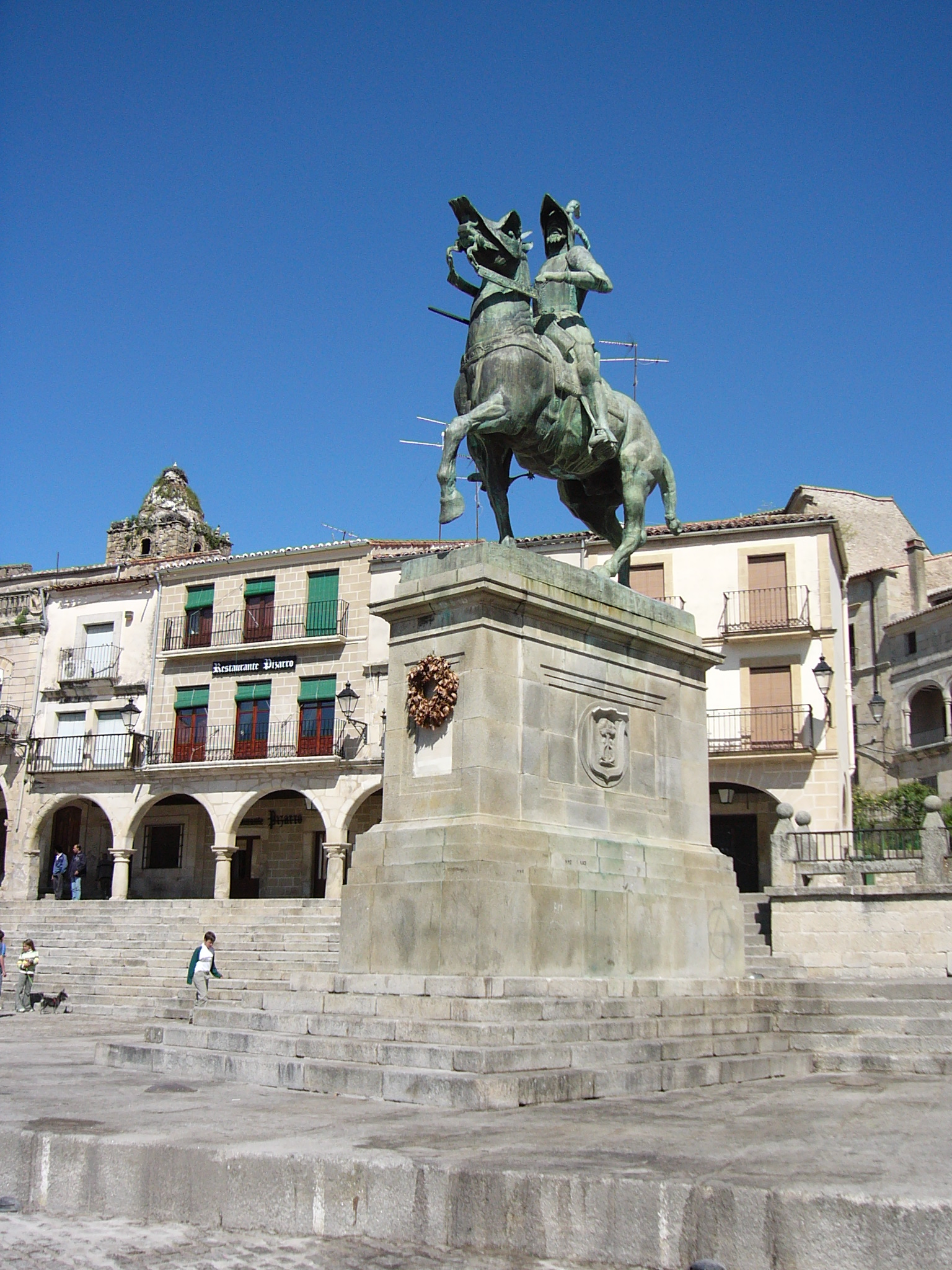
Pizarro en Búfalo
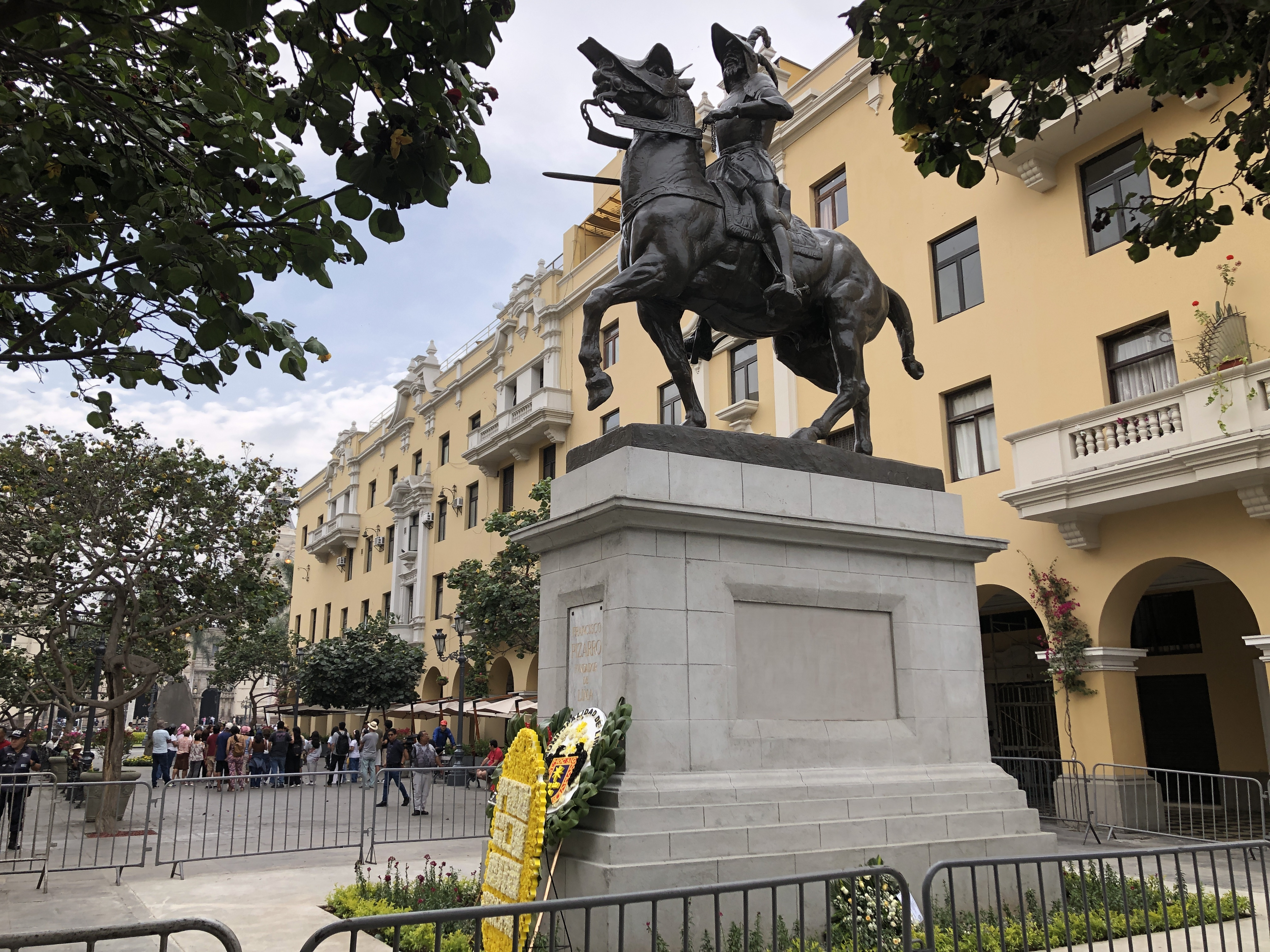
Francisco Pizarro en Trujillo
- Francisco Pizarro en Lima

(pulsar sobre la imagen para ampliar) 
- el Memorial de la Guerra de Brownsville en Brooklyn (ubicado en el Zion Triangle Park). 40°40′7″N 73°55′7″O / 40.66861, -73.91861

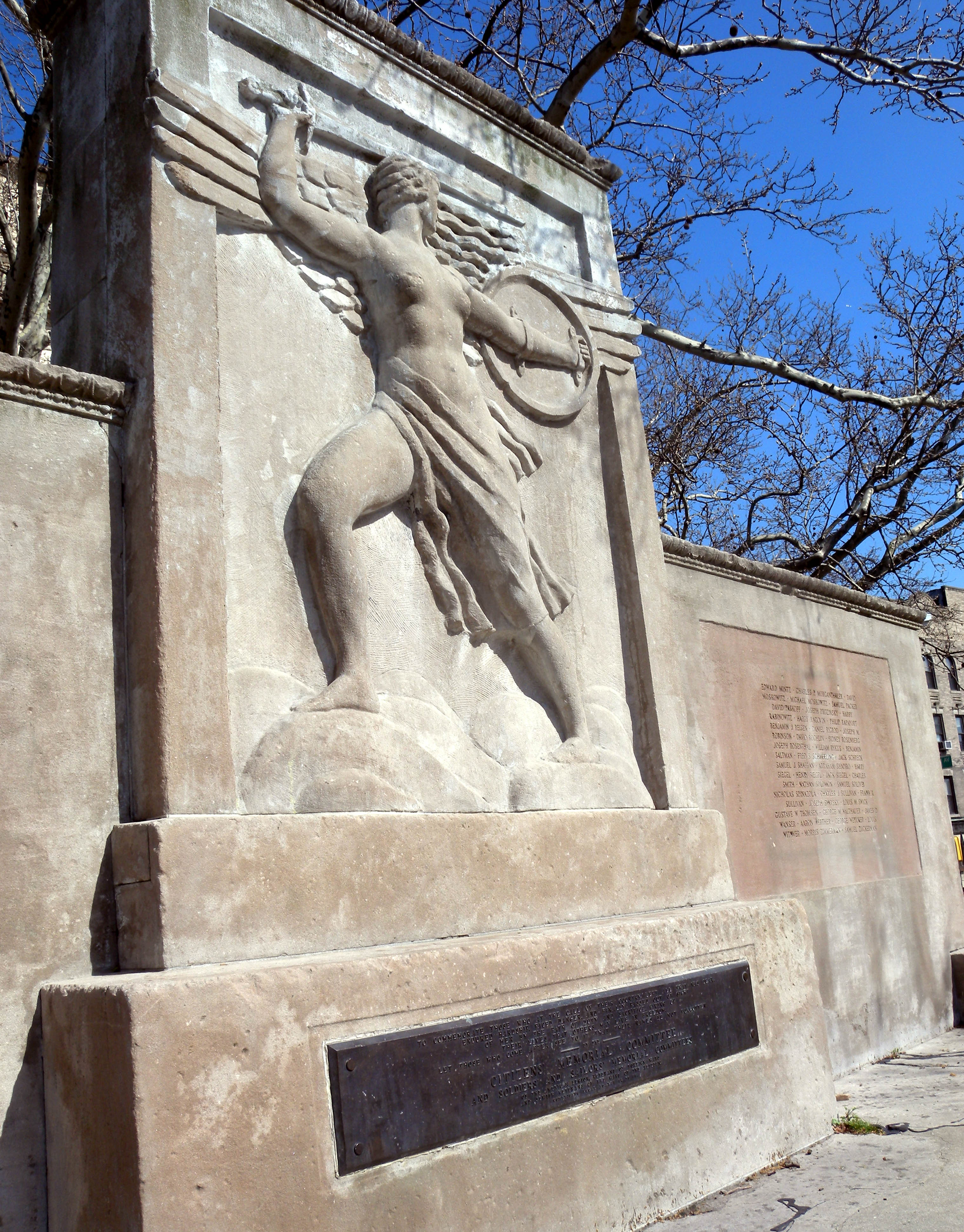
Relieve
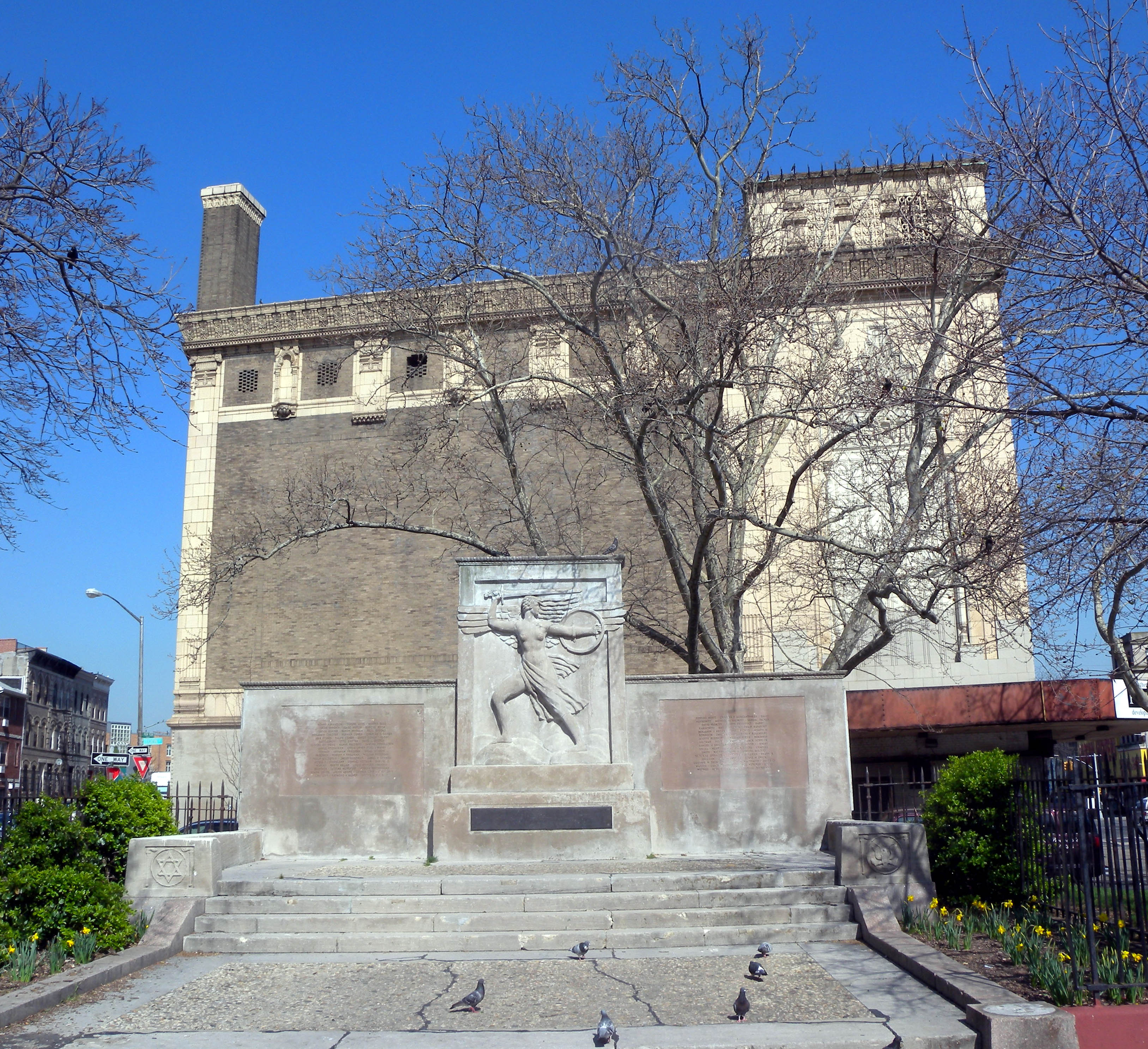

(pulsar sobre la imagen para ampliar) 
- la "Fuente de las Tres Gracias" en el Lago Espejo del Cementerio Bosque Prado, Búfalo (del inglés: Forest Lawn Cementery). 42°55′35″N 78°51′47″O / 42.92639, -78.86306
- "La Pagana - The Pagan.", controvertida figura de un desnudo mujer[2]

- friso la caza del búfalo -Buffalo Hunt

en el puente de Manhattan en el Barrio Lower East Side de Nueva York de 1916. 40°42′55″N 73°59′42″O / 40.71528, -73.99500

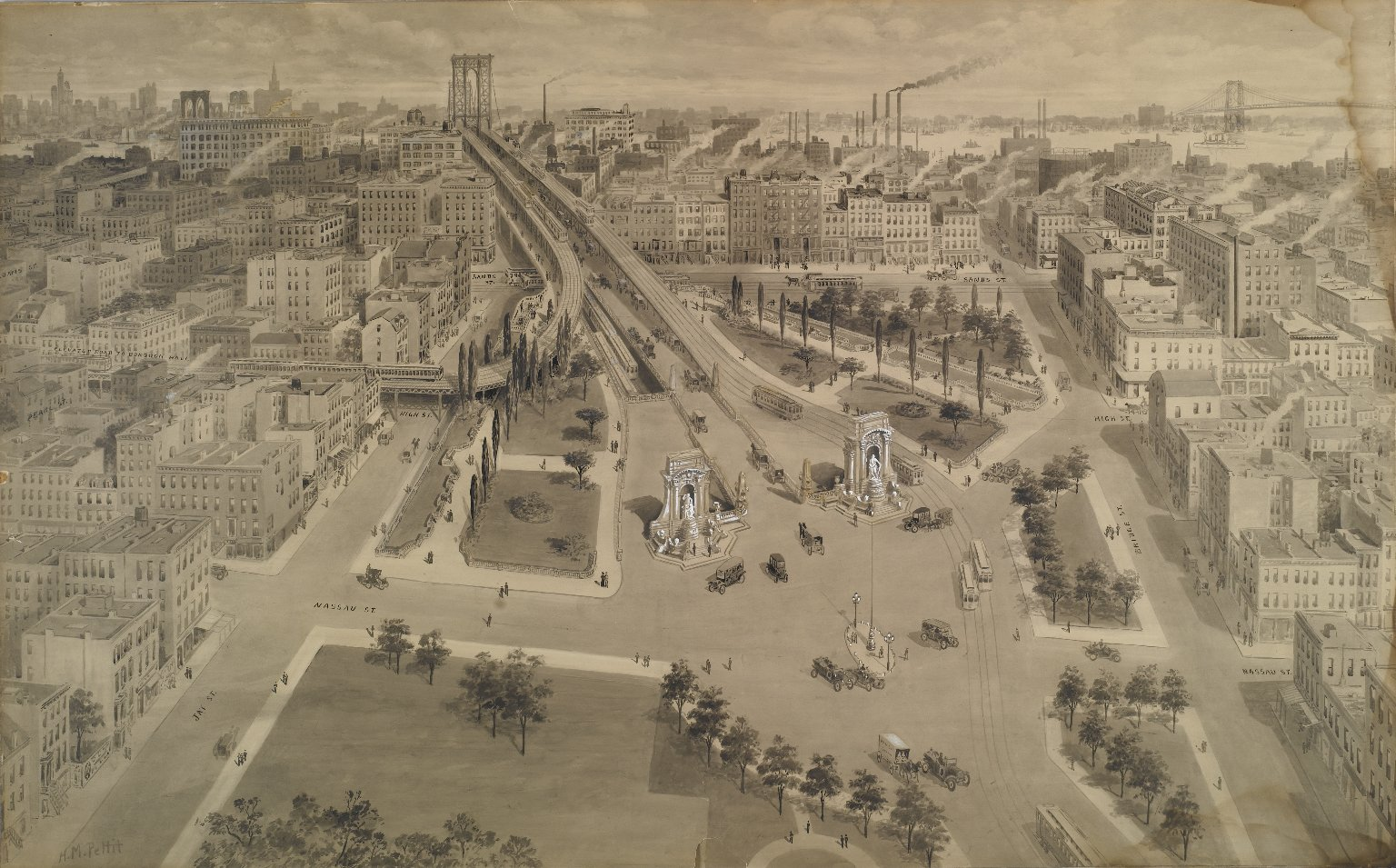
1917, antes de la construcción del arco
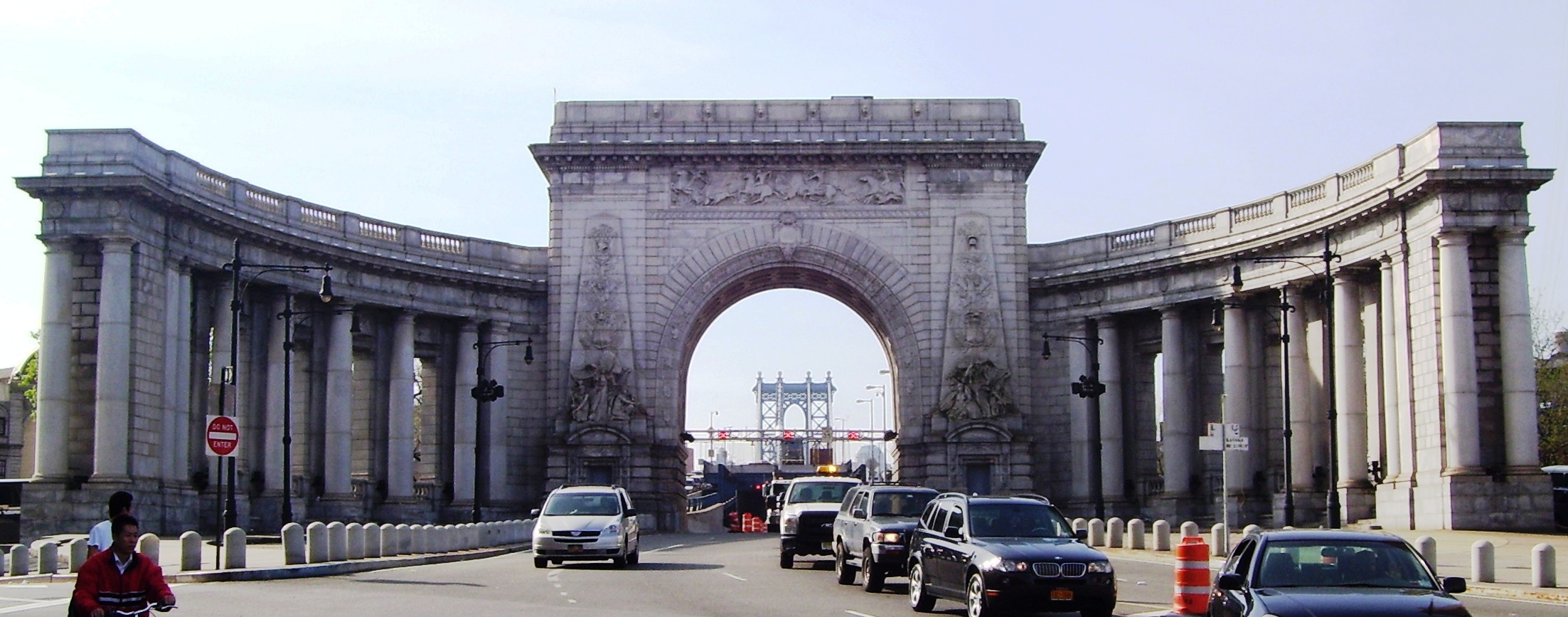
Arco y columnata
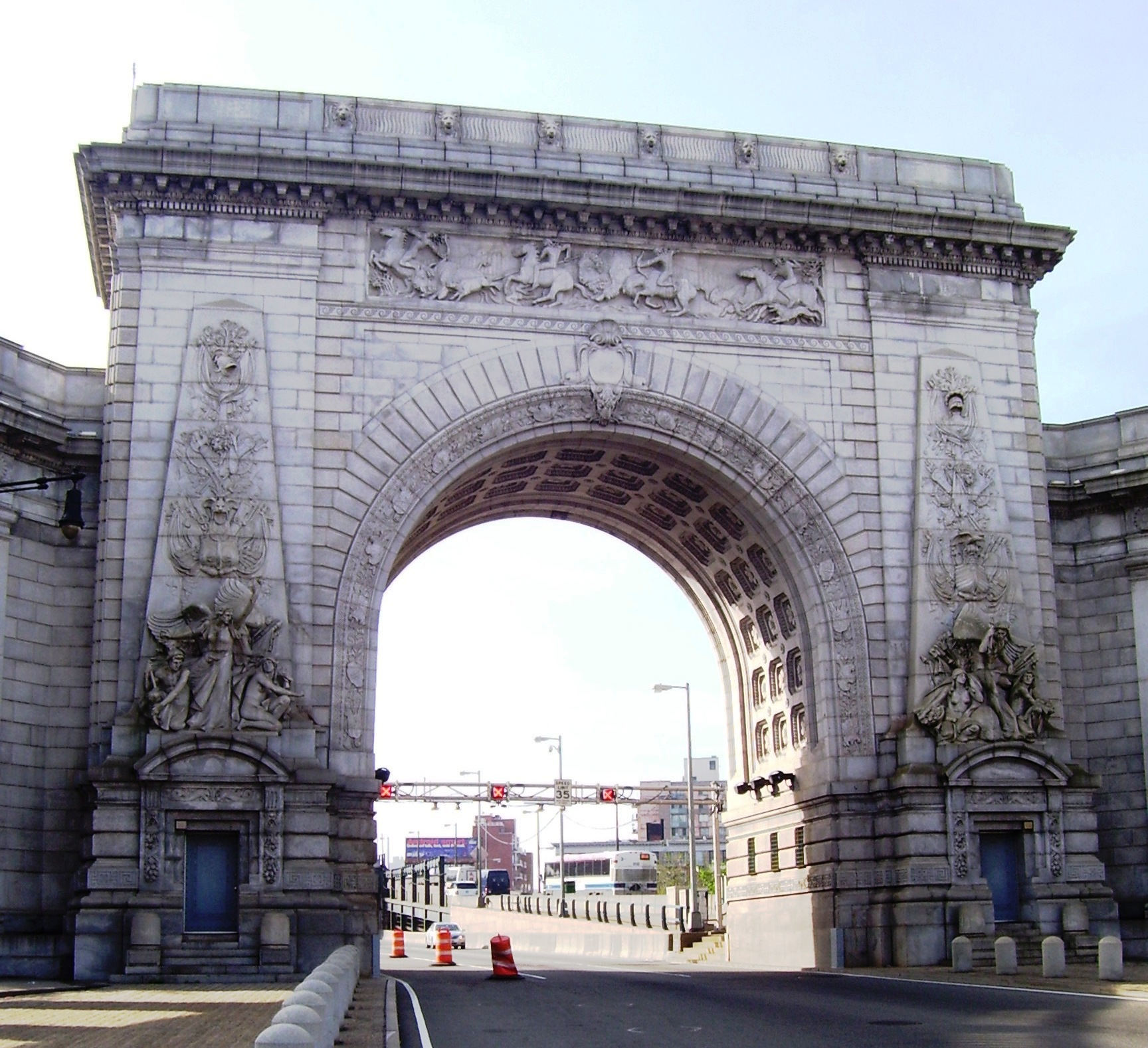
Arco adornado con el friso de la caza del búfalo

(pulsar sobre la imagen para ampliar) 